# Pierre-François Sérandour
Pour les articles homonymes, voir Sérandour.
Pierre-François Sérandour, né le 29 juillet 1879 à Plussulien (Côtes-du-Nord) et mort le 17 juin 1949 à Plussulien, est un homme politique français.

## Biographie
Agriculteur, il est maire de Plussulien pendant 35 ans et conseiller général du canton de Corlay pendant 23 ans. Il est député des Côtes-du-Nord de 1924 à 1928, inscrit au groupe de la Gauche républicaine démocratique. Il est le père de Pierre Sérandour, député de 1936 à 1940.

## Sources
- « Pierre-François Sérandour », dans le Dictionnaire des parlementaires français (1889-1940), sous la direction de Jean Jolly, PUF, 1960 [détail de l’édition]